# Thomas Bode
Thomas Andreas Bode (* 17. Januar 1977 in Meppen) ist ein deutscher Hochschullehrer und Rechtswissenschaftler.

## Leben
Nach dem Abitur 1997 in Meppen studierte Bode Rechtswissenschaft an der Universität Heidelberg und an der Humboldt-Universität zu Berlin. In Berlin legte er 2003 das Erste und 2005 das Zweite Juristische Staatsexamen ab. Von 2005 bis 2015 war er Assistent bei Gerhard Wolf. Er promovierte 2012 mit der mit dem Joachim-Georg-Darjes-Preis ausgezeichneten Arbeit Verdeckte strafprozessuale Ermittlungsmaßnahmen an der Europa-Universität Viadrina. Nach Tätigkeiten in der Privatwirtschaft und als Rechtsanwalt erfolgte 2017 die Berufung auf die Professur für Strafrecht und Ordnungswidrigkeitenrecht an der Hochschule für Polizei und öffentliche Verwaltung Nordrhein-Westfalen. Bode ist weiterhin als Habilitand an der Europa-Universität Viadrina und als Strafverteidiger tätig.

## Tätigkeiten
Bode setzt sich in seiner Forschung hauptsächlich mit Grundfragen des Strafrechts und der allgemeinen Rechtstheorie auseinander. So arbeitet er in seiner Dissertation nach einer verfassungsrechtlichen Kritik geheimer Ermittlungen ein allgemeines Grundrecht auf „Freiheit von Furcht“ heraus und befasst sich in anderen Publikationen mit juristischen sowie ethischen Aspekten neuer Medien. Bode ist Experte für Polizeirecht, Deutsch-Polnische polizeiliche und justizielle Zusammenarbeit in Strafsachen. Er wurde zu verschiedenen Gesetzgebungsverfahren in Ausschüssen des Brandenburger Landtags und im Rechtsausschuss des Deutschen Bundestages angehört. Er ist Mitglied der Polish Society for Human and Evolution Studies, der Deutschen Gesellschaft für Kriminalistik und der Deutschen Vereinigung für Jugendgerichte und Jugendgerichtshilfen. Bode ist im Bund Deutscher Kriminalbeamter Brandenburg Beisitzer zur besonderen Verwendung. Seine Interessen beziehen sich auf Strafrecht, Strafprozessrecht, Steuerrecht, Kriminalwissenschaften, Rechtspolitik und Rechtsphilosophie.

## Publikationen (Auswahl)
- (K)eine »Moral auf Distanz«? – Fehlende Täterskrupel bei Taten aus Distanz, insbesondere bei Internetstraftaten. in: Hruschka/Joerden, Jahrbuch für Recht und Ethik 2015, Bd. 23, Themenschwerpunkt: Recht und Ethik im Internet / Law and Ethics on the Internet.
- Verdeckte Ermittlungsmaßnahmen in Deutschland und Polen im Vergleich, in: Friedrich-Christian Schroeder/Tina de Vries, Neue Tendenzen im Strafprozessrecht – Deutschland, Polen und die Ukraine, Peter Lang, Berlin 2015.
- Thomas Bode: Das Grundproblem des Abstands zwischen Maßregel und Strafe in der Rechtsprechung des BVerfG und des EGMR. In: Maciej Małolepszy (Hrsg.): Reforma systemu sankcji w Niemczech, Austrii i w Polsce / Die Reform des Sanktionenrechts in Deutschland, Österreich und Polen. C.H. Beck, Warschau 2015, S. 214–227.
- Das Fahrverbot als allgemeine Nebenstrafe, Neue Zeitschrift für Verkehrsrecht 2017, S. 1 ff.
- „Weiterfresserschaden“ im Strafrecht? – Die Schädigung des Nasciturus und das dadurch verursachte Fetale Alkoholsyndrom (FAS/FAE) bei geborenen Menschen aus strafrechtlicher Sicht, in: Bode/Mrosk/Wrage, Festschrift für Gerhard Wolf, Peter Lang, Berlin 2018, ISBN 978-3-631-78021-3.
- mit Stefan Seiterle: Affenpinscher in Aspik – Zur Blankettstrafgesetzgebung im Nebenstrafrecht, ZiS Online 2016.
- mit Dawid Ligocki: Ungelöste Probleme des Urkundenbegriffs. In: Juristische Schulung 2015, S. 989.
- mit Holger Niehaus: Hausarbeit im Strafrecht. C. F. Müller, Heidelberg 1. Aufl. 2016, ISBN 3-8114-6045-5.